# Golfo de Lingayén
El golfo de Lingayén es una extensión del Mar de China Meridional en Luzón, en el norte del país asiático de Filipinas, que se extiende por unos 56 km. Está enmarcado por las provincias de Pangasinan y La Unión y se encuentra entre las montañas de Zambales y la Cordillera Central. El río Agno desemboca en el golfo de Lingayén.
El golfo tiene numerosas islas, las más famosas se encuentran en el parque nacional de las Cien Islas.